# Дегтярёв, Михаил Иванович
Михаил Иванович Дегтярёв (20 ноября 1904 — 21 ноября 1966) — генерал-лейтенант артиллерии ВС СССР, генерал дивизии Народного Войска Польского.

## Биография
Родился 20 ноября 1904 года в городе Камышин Саратовской губернии. Русский. Рабочий.
Окончил в 1921 году среднюю школу, поступил в школу командиров артиллерии РККА, окончил её в 1926 году.
Член ВКП(б) с 1929 года.
Участвовал в Польском походе РККА и советско-финской войне.
Участник Великой Отечественной войны, командир оперативной группы Гвардейских Отдельных миномётных дивизионов при 1-м кавалерийском корпусе. Представлялся к Ордену Красной Звезды за успешные боевые действия против немецко-фашистских войск под городом Двинск, коим и был награждён. 21 декабря 1941 года награждён орденом Красного Знамени: согласно наградному листу, он «способствовал нанесению значительных потерь войскам врага, истребляя его живую силу, особенно в районах Малеевско-Воронцовского узла противника и дер. Пятница».
18 ноября 1944 года произведён в генерал-лейтенанты, в 1947 году окончил Высшие курсы Академии артиллерии. 30 июня 1952 года назначен начальником артиллерии 2-го Быдгощского военного округа Народного Войска Польского. С 17 марта 1954 года работал в Главном управлении кадров Министерства обороны СССР.
В отставке с 8 июня 1954 года.
Похоронен на Головинском кладбище.

## Награды
- два ордена Ленина
- четыре ордена Красного Знамени
- орден Красной Звезды
- орден Отечественной войны I степени
- орден Кутузова II степени
- орден Суворова II степени
- орден Богдана Хмельницкого II степени (31 мая 1945) — за умелое и мужественное руководство боевыми операциями и за достигнутые в результате этих операций успехи в боях с немецко-фашистскими захватчиками[3]
- иностранные награды